# Zhidun
Zhi Dun ((kin.) 支遁 Zhī Dùn | Chih Tun); 314. – 366.) bio je kineski budistički redovnik i filozof. Blisko je surađivao s vlastima tadašnje Kine i tvrdio da će svi koji žive po budističkom načelima na kraju života ući u Nirvanu.